# Estación de Can Parellada
Can Parellada es un apeadero ferroviario de la línea Llobregat-Noya, situada en la urbanización Can Parellada de Masquefa. Esta estación se inauguró en los años 70. Dispone de servicios de cercanías atendidos por la línea R6 de Ferrocarriles de la Generalidad de Cataluña (FGC). La estación tuvo en 2018 un tráfico total de 13 820 pasajeros, correspondientes al servicio de cercanías

## Situación ferroviaria
La estación se encuentra en el punto kilométrico 27,0 de la línea férrea de ancho métrico Igualada-Martorell-Enlace, a 271 metros de altitud. Este kilometraje se inicia en la estación primigenia de Igualada y finaliza en la de Martorell-Enlace. El tramo es de vía única y está electrificado.

## Historia[4]

### Creación de la línea y primeros años
Los orígenes de la línea, se remontan a la constitución del Ferrocarril Central Catalán (F.C. de Igualada a Martorell), para comunicar las industrias de Igualada con el resto de la región mediante el enlace con los ferrocarriles de ancho ibérico en la estación de Martorell. Aunque los primeros proyectos datan de 1852 no sería hasta cuatro décadas más tarde en que la línea ferroviaria quedó inaugurada, permitiendo salir de la situación en la que se encontraba la comarca, debido a la falta de transportes adecuados.
El Ferrocarril Central Catalán pasó a integrarse, el 10 de noviembre de 1921, en la Compañía General de los Ferrocarriles Catalanes, creada en 1919. Más tarde, el 27 de mayo de 1926 se abrió la actual estación subterránea de Barcelona-Plaza España que acercó la línea del ferrocarril al centro de Barcelona, ya que entre 1912 y 1926 la estación de Magoria hacía de estación terminal más próxima al centro de Barcelona.

### Guerra Civil y déficit de explotación
El estallido de la Guerra Civil dejó la línea (no existía la estación aún) en zona republicana, el CGFC es colectivizado y administrado por un comité de trabajadores de la UGT y de la CNT, haciéndose cargo de la situación ante la huida de dirigentes y consejeros. Ante la nueva situación el gobierno republicano, que ya se había incautado de las grandes compañías ferroviarias mediante un decreto de 3 de agosto de 1936, permitió que en la práctica el control recayera en comités de obreros y ferroviarios. Con la llegada de las tropas sublevadas a Cataluña en 1939, CGFC toma de nuevo el control de la empresa.
Al finalizar la Guerra Civil en 1939, el panorama que ofrecían la línea era desolador, ya que tanto el material como las instalaciones a duras penas podían prestar servicio. La lenta reconstrucción topó con los inconvenientes de la larga posguerra, durante la cual se obligó al ferrocarril a asumir un tráfico para el que no estaba preparado. Hay que destacar que la línea nunca fue integrada en RENFE en 1941, al no ser de ancho ibérico. No sería hasta finales de los años cincuenta cuando se inició una tímida modernización con la introducción de las primeras unidades diésel, pero sería necesario esperar hasta el Plan de Modernización (1963) para comenzar una renovación a fondo de la línea. 
Fue entonces, a principios de la década de los 70, cuando entró en servicio el apeadero de Can Parellada para dar servicio a las urbanizaciones del entorno.
A partir de la década de los setenta la situación financiera de la compañía era cada vez más deficitaria, lo que motivó finalmente que el Estado, a través de FEVE asumiese la explotación en 1976. En virtud de la política entonces vigente, es decir cierre de todas las líneas deficitarias, el Gobierno Central intentó clausurar la mayor parte de la red (el F.C. Manresa-Guardiola de Berguedá, construido por el Tranvía o Ferrocarril Económico de Manresa, ya había cerrado entre 1972 y 1973) pero al reinstaurarse la Generalidad de Cataluña, ésta se hizo cargo, a través de la Consejería de Política Territorial y Obras Públicas, de todas las líneas en servicio de los Ferrocarriles Catalanes, nombre coloquial con el que se conocía a CGFC.

### Bajo FGC
El 5 de septiembre de 1979 se crea la entidad Ferrocarriles de la Generalidad de Cataluña, que muy pronto comenzó un ambicioso programa de modernización que incluía, entre otras actuaciones, la renovación de la práctica totalidad del material.
En 1999 se electrificó el ramal de Martorell a Igualada y entraron en servicio los trenes de la serie 213, retirándose de la circulación comercial regular los últimos trenes de viajeros diésel. Un paso importante en la línea se produjo el 9 de febrero de 2008, cuando entraron en funcionamiento los llamados metros comarcales. De esta manera, a partir de entonces había un tren cada 20 minutos en el ramal de Igualada en hora punta. En julio de 2012 se reestructuraron todos los servicios en la red, reduciendo frecuencias pero recuperando algunos trenes semidirectos entre Barcelona e Igualada mediante la línea R60. 
Las unidades 213 compartieron servicios con las unidades 211 entre los años 1999 y 2009.

## La estación[2]
Dispone de una sola vía y un andén de 95 metros de longitud situado a la derecha en kilometraje ascendente (sentido Barcelona), con un total de tres accesos. Uno de ellos se efectúa desde la Avenida del Baixador  y consiste en un túnel bajo la vía para acceder al andén. La estación fue remodelada en 2007 y actualmente este paso inferior está dotado de escaleras y de una rampa adaptada a personas de movilidad reducida. Los otros dos accesos se sitúan en la calle Josep María Valls, uno de ellos es una amplia escalinata y el otro es una amplia estructura de rampas en zig-zag que salva un amplio desnivel. El andén dispone de una marquesina metálica que lo cubre parcialmente y de una validadora de tarjetas de transporte. No dispone de venta de billetes.

## Servicios ferroviarios
Los trenes semidirectos de la línea R60 no efectúan parada en la estación. El horario de la estación puede descargarse en el siguiente enlace. El esquema de líneas del ferrocarril Llobregat-Noya puede descargarse de este enlace. El plano integrado de la red ferroviaria de Barcelona puede descargarse en este enlace.
| << cabecera                  | < estación | línea | estación > | cabecera >> |
| ---------------------------- | ---------- | ----- | ---------- | ----------- |
| Línea Llobregat-Anoia de FGC |            |       |            |             |
| Barcelona-Plaza España       | La Beguda  |       | Masquefa   | Igualada    |